# Ruta de Illinois 49
La Ruta de Illinois 49, y abreviada IL 49 (en inglés: Illinois Route 49) es una carretera estatal estadounidense ubicada en el estado de Illinois. La carretera inicia en el sur desde la IL 33     en Willow Hill hacia el norte en la US 45  , US 52   en Ashkum. La carretera tiene una longitud de 226,7 km (140.86 mi).

## Mantenimiento
Al igual que las autopistas interestatales, y las rutas federales y el resto de carreteras estatales, la Ruta de Illinois 49 es administrada y mantenida por el Departamento de Transporte de Illinois por sus siglas en inglés IDOT.